# Räumung des Hambacher Forsts 2018

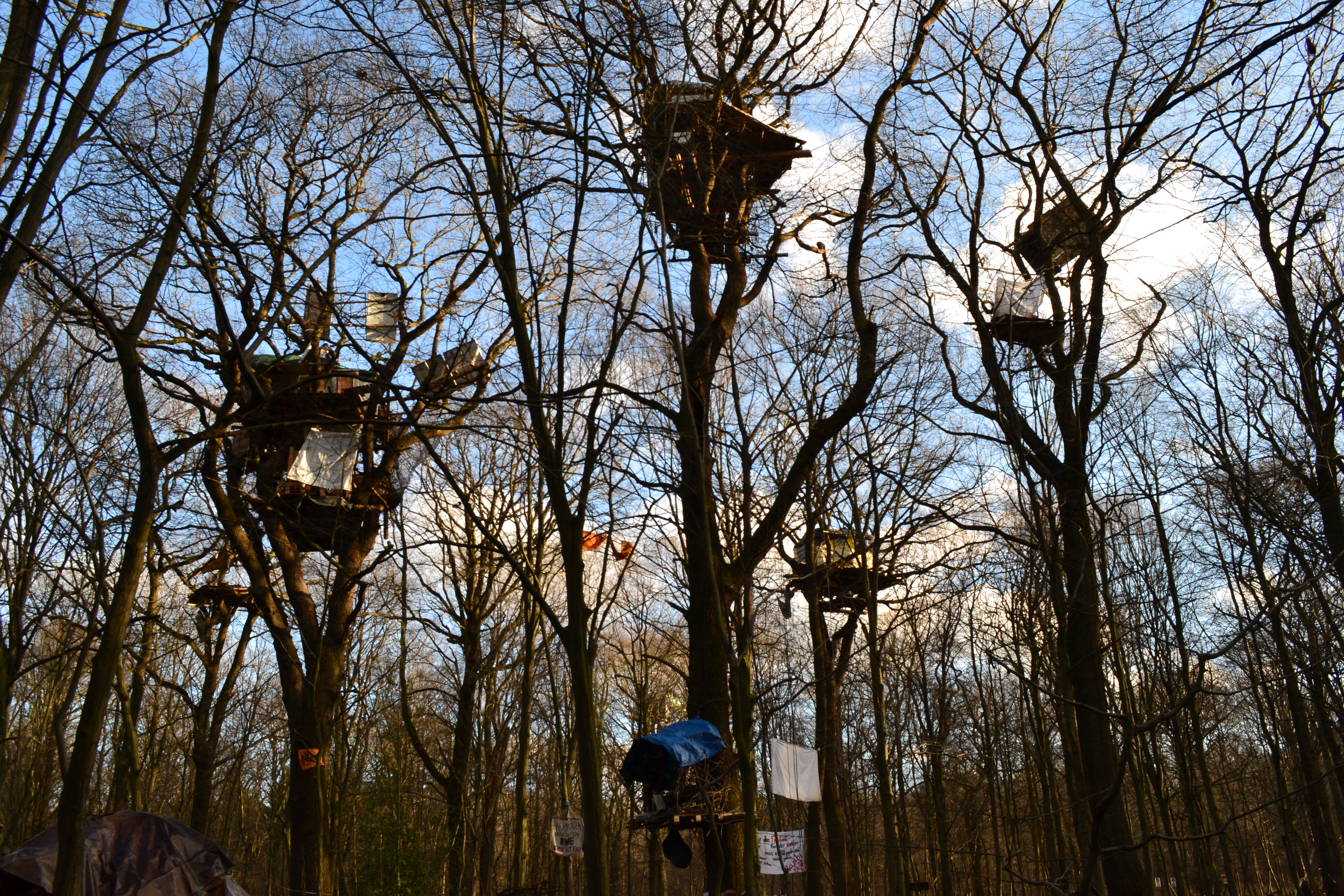
Baumhäuser im Hambacher Forst (Februar 2018)

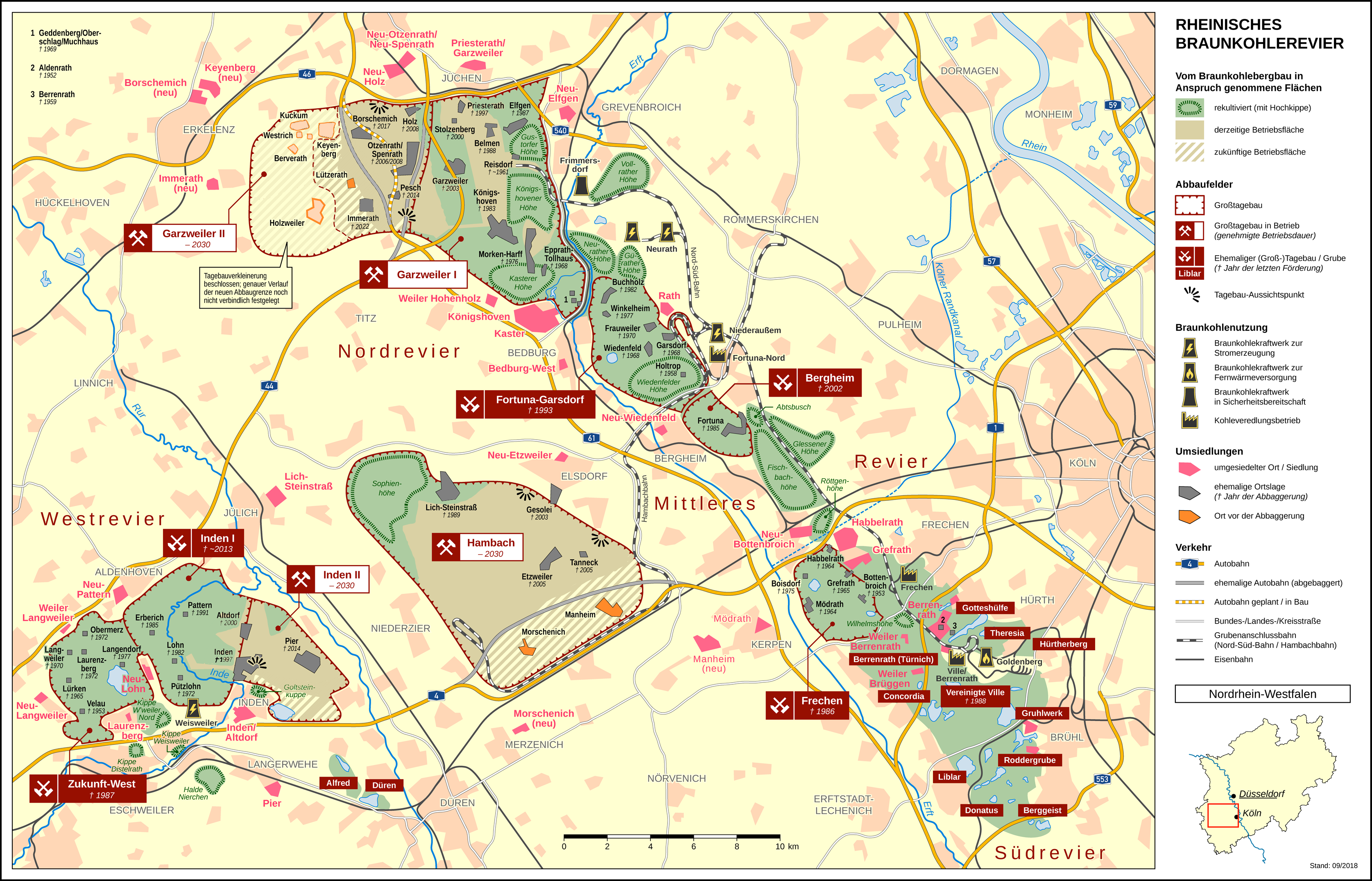
Lage des noch erhaltenen Teils „Hambacher Forst“ zwischen Braunkohle-Abbruchkante und A4/RWE-Hambachbahn im Bereich Morschenich-Alt und Manheim (alt)

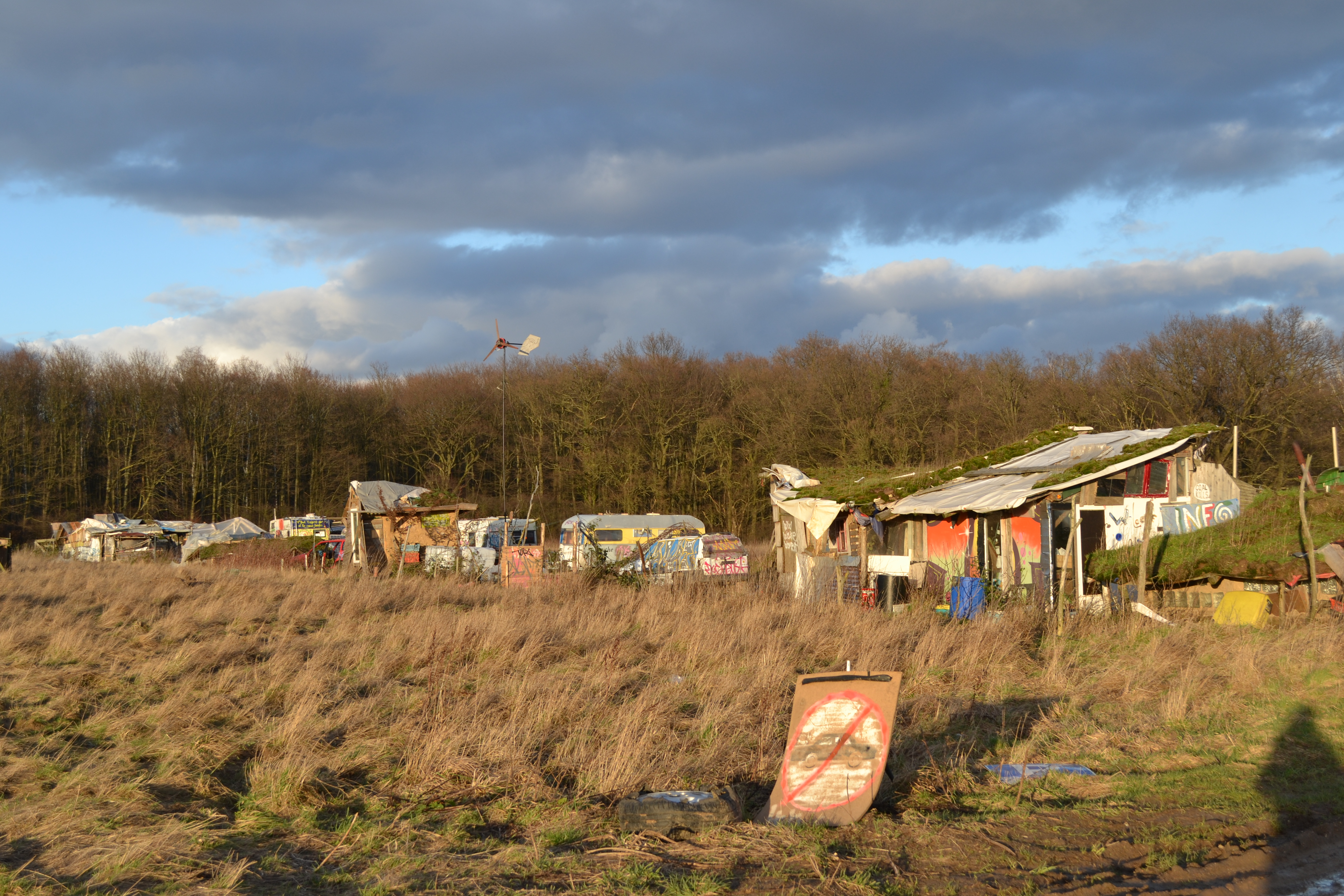
Temporäre Siedlung am Waldrand (2018)

Der Hambacher Forst stand im September 2018 vor der Abholzung. Er ist ein Überrest von 2 km² des ursprünglich 40 km² großen Bürgewaldes, zwischen Köln und Aachen, der seit 1978 für den Tagebau Hambach gerodet wurde.
Die dortige Baumhauskolonie und die Proteste im Hambacher Forst sind Symbol des Widerstands gegen den Braunkohleabbau, die Kohleverstromung und die damit verbundene Klimabelastung. Seit 2012 wurde der verbliebene Teil des Waldes mehrfach von Aktivisten besetzt.
In der Rodungssaison 2018/2019 sollte ein Großteil des verbliebenen Waldes durch den Tagebaubetreiber RWE gerodet werden. In diesem Gebiet befanden sich 50 bis 60 Baumhäuser, die vor einer Rodung geräumt und abgerissen wurden. Am Mittwoch, den 12. September 2018, ordnete die nordrhein-westfälische Ministerin für Heimat, Kommunales, Bau und Gleichstellung des Landes Nordrhein-Westfalen Ina Scharrenbach (CDU) eine Räumung an. Der folgende Polizeieinsatz gilt als einer der größten in der jüngeren Geschichte Nordrhein-Westfalens. Formal wurde nicht von einem Polizei-, sondern von einem Rettungseinsatz gesprochen. Diese politische Sprachregelung wurde im September 2021 vom Verwaltungsgericht Köln als vorgeschoben und die Räumung als rechtswidrig eingestuft. Das Oberverwaltungsgericht für das Land Nordrhein-Westfalen in Münster ließ im April 2022 eine Berufung zu.

## Lage

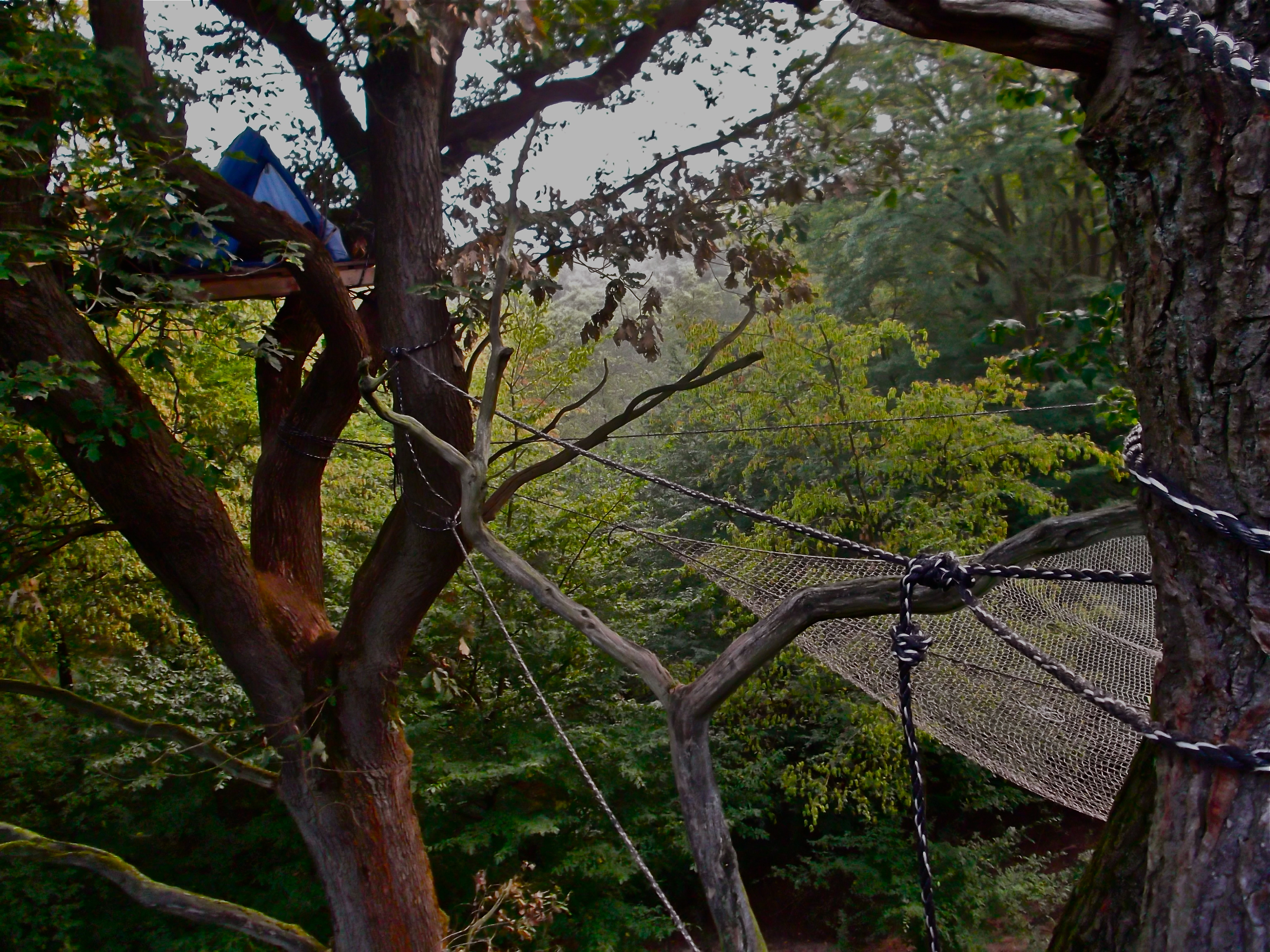
Konstruktionen in den Bäumen, Monkey town 2

Die ersten Bauten im letzten noch verbliebenen Waldstück entstanden bereits ab 2012 bei einer Besetzung. Einige Baumhäuser stehen oder standen in Oaktown auf der Stiel-Eiche Mona und in den Beechtown, Cosytown, Kleingartenverein, Lorien und Gallien genannten Baumhausdörfern und Waldcamps nordöstlich des für den Abriss vorgesehenen Dorfs Morschenich, nordwestlich von Buir und westlich von Manheim.

## Hüttendorf und Baumhäuser
Die Konstruktionen befanden sich teils in mehr als 20 Metern Höhe, für den Baumschutz waren diese nicht mit Nägeln, sondern teils mit Knoten befestigt. Zwischen Hütten und Podesten gab es als Walkway in den Baumkronen angelegte Seilwege und Bautenverbindungs-Brücken. Für den Aufstieg wurde geklettert. Für Lasten gab es einen Flaschenzug. Die Versorgung mit elektrischer Energie wurde durch Solarmodule hergestellt, Internetanschluss über Mobilfunk.
Küchen und beheizbare Schlafräume waren später als Begründung für die Räumung wegen leicht entflammbarer Materialien der Bauten genannt worden. Tripods aus drei Baumstämmen mit Podest für den Protest ergänzten die Konstruktionen in den Bäumen. Die Baumbesetzer wollen die Rodung des Waldes und das Ausbaggern eines 450 Metern tiefen Tagebaulochs verhindern. Der Alltag des Waldlebens sei kein Wellness-Urlaub, so eine Bewohnerin, der Winter hart gewesen. Über das Hüttendorf und die Baumhäuser im Hambacher Forst wurde vielfach in überregionalen Medien berichtet.
Beechtown (englisch beech ‚Rotbuche‘), das Baumhausdorf, in dem am 19. September 2018 der Dokumentarfilmer Steffen Meyn abstürzte und tödlich verunglückte, während er von oben über die Baumbesetzungen und Proteste berichtet hatte, war das höchstgelegene Waldcamp unter den zu Gruppen zusammengefassten etwa 70 Baumhäusern. Mit Hängebrücken waren die Hütten zu einem geschlossenen Kreis verbunden, darin wohnten in den Kronen der Buchen mehrere Personen bis zur Räumung, kurz vor der Rodungssaison ab Oktober.
Die Baukonstruktionen und Hütten wurden von den Behörden als Schwarzbauten eingestuft und zeitweise geduldet. Im Herbst 2018 erklärte Rolf Martin Schmitz für den RWE-Vorstand, die Erdmassen unter dem Wald und den besetzten Bäumen würden für die Stabilisierung der Böschungen des Tagebaus gebraucht; es gebe keine Spielräume für einen Kompromiss mit den Umweltschützern, da ein Erhalt auch eines Teils des Waldes technisch unmöglich sei. Am Ende entscheide das Parlament über Gesetze.

## Wiesencamp

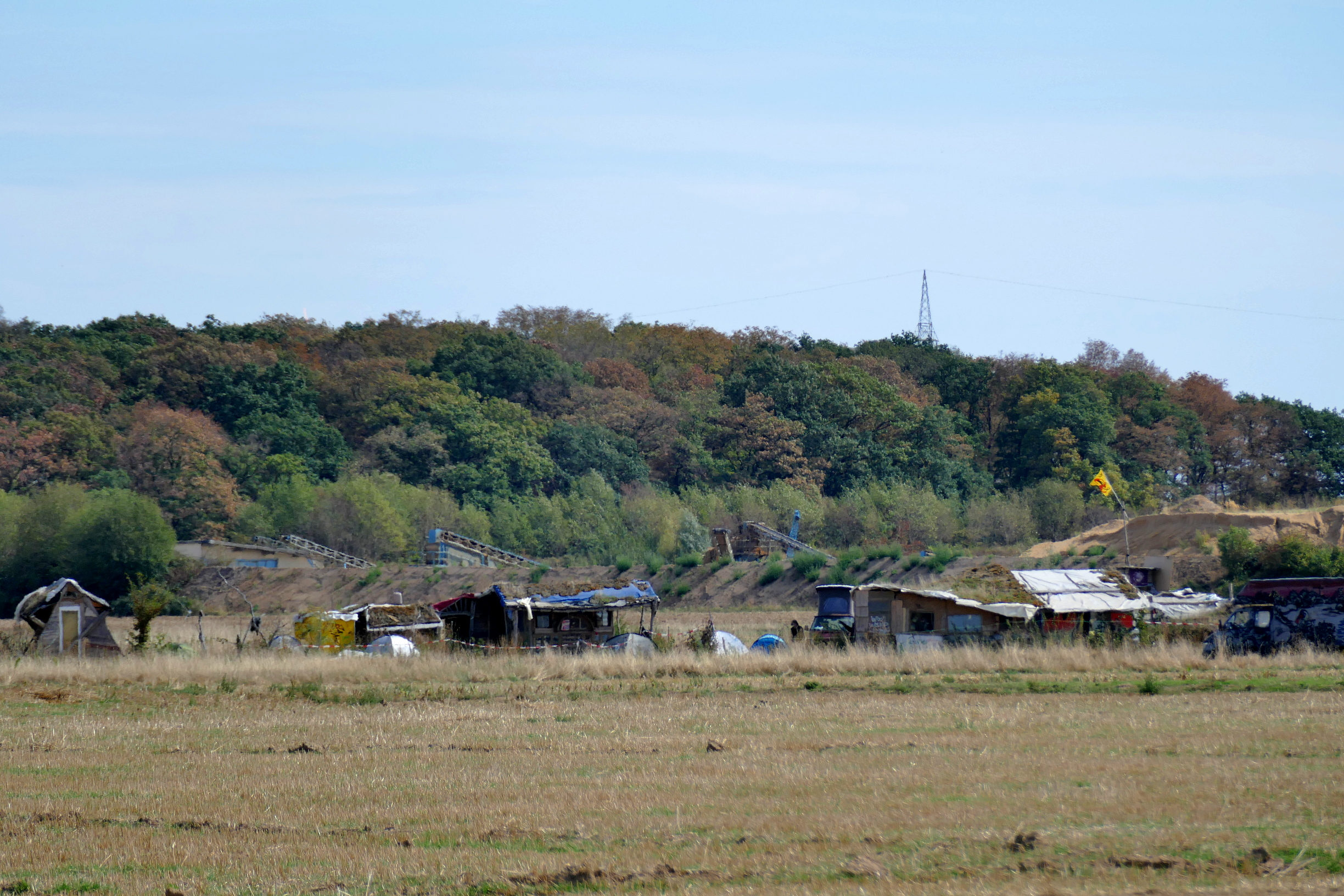
Protestcamp am Hambacher Forst vor dem durch die Dürre geschädigten Wald am 9. September 2018

Am Hambacher Forst gibt es immer wieder ein „Wiesencamp“ auf einem privaten Grundstück, um welches auch bereits ein jahrelanger Rechtsstreit geführt wurde.

## Räumung im Herbst 2018

### Rechtliche Begründung der Räumung

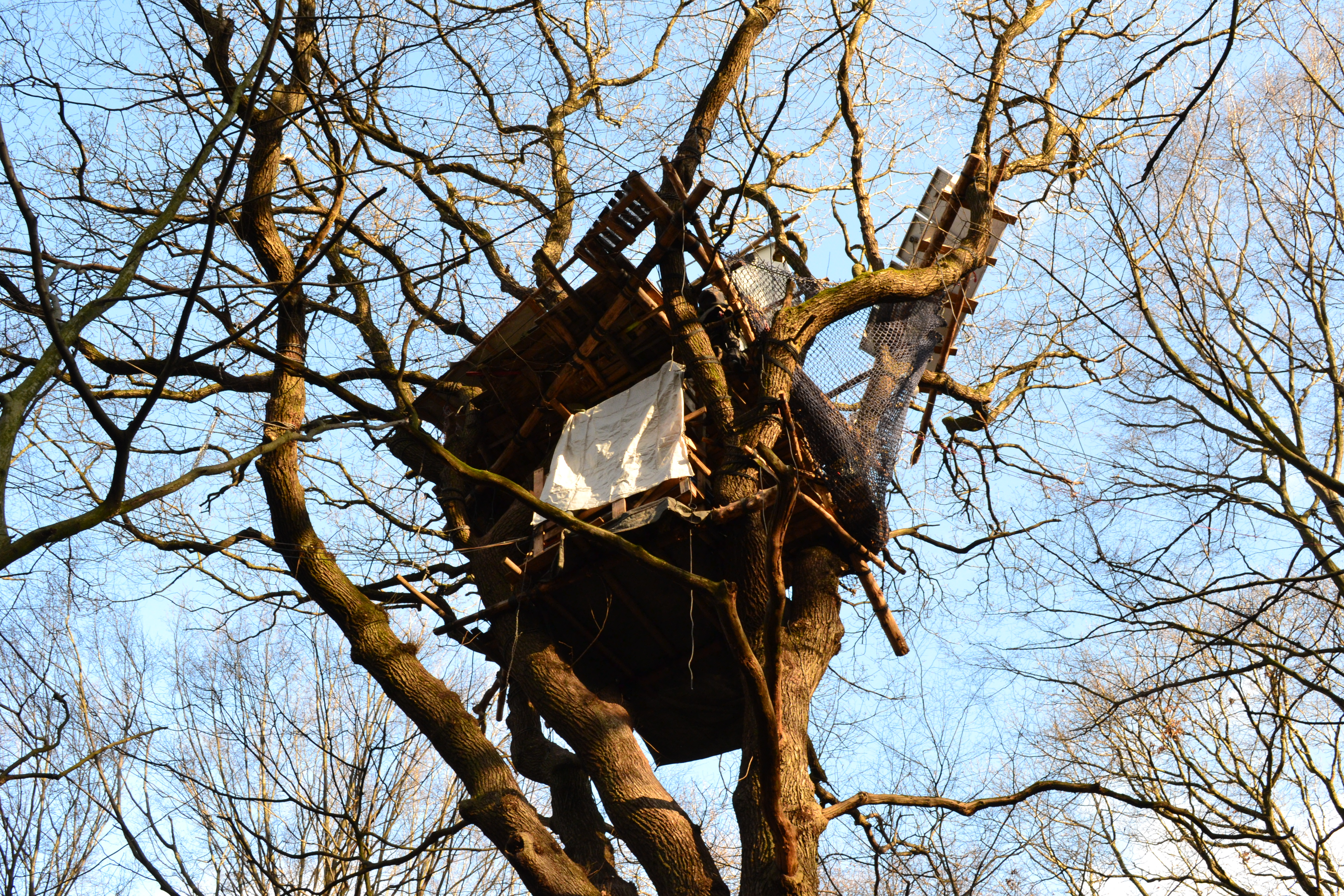
Baumhaus im Hambacher Forst (2018)

Im Jahr 2014 entschied das Bauministerium Nordrhein-Westfalens, dass die im Wald errichteten Baumhäuser der Baumbesetzer nicht als bauliche Anlagen einzustufen seien. Am 4. September 2018, ein Jahr nach den politischen Veränderungen durch die NRW-Landtagswahl 2017, erging ein Erlass des Ministeriums, in dem die Häuser zu baulichen Anlagen erklärt wurden.
Da die Baumhäuser keine Rettungstreppen und Zufahrten für Rettungskräfte in einem Notfall haben, verstießen sie nach Ansicht der Landesregierung gegen brandschutzrechtliche Vorschriften. Ferner fehlten bei den Baumhäusern die notwendigen Fensterbrüstungen und Absturzvorrichtungen. Nach Aussage des Ministeriums müsse daher unverzüglich geräumt werden, da „Gefahr im Verzug für Leib und Leben der Baumhausbewohner aus Brandschutzgründen“ bestünde. Jan Heinisch, Staatssekretär im Bauministerium Nordrhein-Westfalens sagte: „Der Brandschutz kennt keinen Aufschub. Sollte irgendwo ein Brand ausbrechen, könnten die Retter nicht schnell genug zur Hilfe eilen. Die Situation ist für die Bewohner lebensgefährlich.“
Die Landesregierung wies scharf zurück, dass ein Zusammenhang zwischen der bevorstehenden Rodung durch die RWE AG und den Räumungen bestünde. Eine Erklärung, warum die Räumung erst nach der Trockenheit im Sommer 2018 erfolgte, lieferte das Ministerium indes nicht. Die RWE AG erklärte, dass der Konzern an der Entscheidung, nun mit der Räumung zu beginnen, nicht beteiligt gewesen sei, gab aber an: „RWE Power hat am 1. August 2018 einen Antrag bei den Ordnungsbehörden und der Polizei gestellt, rechtzeitig vor der genehmigten Rodungssaison 2018/2019 den Hambacher Forst, der Eigentum der RWE ist, von rechtswidrigen Besetzungen und Nutzungen zu räumen.“

### Verlauf
Am 5. September 2018 begann RWE, Hindernisse und Blockaden der Aktivisten aus dem Wald zu entfernen. Zudem waren mehrere Hundertschaften der Polizei im Einsatz. Am 9. September 2018 nahmen 1100 Bürger an einer Führung durch den Wald teil. Am 12. September 2018 wurde die Räumung „aus Brandschutzgründen“ für den nächsten Tag angekündigt. Die Aachener Polizei richtete noch am gleichen Tag einen Appell an die Protestierenden, gewalttätige Übergriffe auf Polizeibeamte zu unterlassen, nachdem es bei einer Konfrontation mit Vermummten, die deren Kräfte mit Steinwürfen „massiv attackiert“ hatten, zur Abgabe eines Warnschusses gekommen war. Die Bauämter des Kreises Düren und der Stadt Kerpen wurden vom Ministerium für Heimat, Kommunales, Bau und Gleichstellung des Landes Nordrhein-Westfalen unter der Verantwortung von Ministerin Ina Scharrenbach (CDU) angewiesen, die Räumungsbescheide am nächsten Morgen zu verlesen. Am Morgen des nächsten Tages rückte die Polizei in den Wald ein. Laut einem umfangreichen Bericht der taz handelte es sich um 40 bis 60 Baumhäuser in mindestens drei „Dörfern“ im Wald mit den Namen „Norden“, „Oaktown“ und „Gallien“.
Am Nachmittag des 19. September kam es zu einem tödlichen Unfall, als der 27-jährige Dokumentarfilmer und Journalist Steffen Meyn durch eine eingebrochene Hängebrücke aus ca. fünfzehn Metern Höhe abstürzte. Daraufhin wurden die Räumungsarbeiten gestoppt und erst am 26. September fortgesetzt. Ein weiterer Unfall ereignete sich am 27. September 2018, als eine 24-Jährige aus etwa sechs Meter Höhe von einer Leiter stürzte und sich dabei schwer verletzte.
Bis zu den Abendstunden des 26. Septembers waren bereits 64 Baumhäuser abgebaut, wobei nicht eindeutig geklärt war, wie viele Baumhäuser tatsächlich existierten, ob auch Podeste mit Übernachtungsmöglichkeit in den Baumkronen pauschal in die Statistik der Polizei gerechnet werden und ob neue Konstruktionen seit dem ersten Tag der Räumung gebaut wurden. Eine weitere Quelle nennt 53 abgebaute Baumhäuser. Die Polizei räumte am 2. Oktober 2018 nach eigenen Angaben das letzte Baumhaus. Anschließend wurde nach Angaben eines Sprechers der RWE die Räumung des Gebietes vorbereitet, u. a. durch die Errichtung von Zäunen und Abgrenzungsgräben, wohl in der Absicht, ein Betreten des Waldes als Hausfriedensbruch ahnden zu können. Zuvor war durch ein Urteil des Amtsgerichts Erkelenz festgestellt worden, dass ohne klar erkennbare Grenzen des Betriebsgeländes ein Betreten nicht als Hausfriedensbruch geahndet werden könne. Nach dem Bundeswaldgesetz und dem Nordrhein-Westfälischen Waldgesetz ist der Zutritt zu Wäldern grundsätzlich zu gewähren. Lediglich in Ausnahmefällen darf dies von Forstbehörden untersagt werden.
Am 5. Oktober wurde die Rodung des Waldes vom Oberverwaltungsgericht für das Land Nordrhein-Westfalen vorläufig untersagt. Bis zum 8. Oktober zog die Polizei schließlich wieder aus dem Wald ab. Unmittelbar danach begann eine erneute Besetzung des Waldes. Dabei errichteten die Aktivisten ebenfalls wieder Baumhäuser. Bei einer der polizeilichen Begehungen wurden am 25. März 2019 54 Konstruktionen, davon 39 fertige Baumhäuser gezählt. Eine weitere Räumungsaktion oder alternative Maßnahmen, um den Zugang zu den Baumhäusern zu erschweren, wurden von der Landesregierung in Erwägung gezogen, aber letztlich nicht umgesetzt.
Die Gewerkschaft der Polizei schätzt, dass die Polizei in den fünf Wochen der Räumung insgesamt rund eine Million Arbeitsstunden leistete. Die Aktion galt als einer der größten Polizeieinsätze in der jüngeren Geschichte Nordrhein-Westfalens. Formal wurde nicht von einem Polizei-, sondern von einem Rettungseinsatz gesprochen.

### Proteste
Bereits 2017 gab es Proteste gegen den Kohleabbau während der Klimakonferenz in Bonn am Hambacher Tagebau. Die Glaubwürdigkeit der Klimazusagen wurde  bezweifelt, die Räumung von Wald und Baumhäusern als unverhältnismäßig eingestuft. Auch 2018, auf dem Weg zur UN-Klimakonferenz in Kattowitz, hatten Aktivisten die Reste des alten Waldes durchwandert.
Auch die Räumung im September 2018 wurde von zahlreichen Protesten begleitet. So bildeten am 13. September protestantische und katholische Geistliche und junge Gemeindemitglieder aus Düren und Buir eine Sitzblockade und wurden von der Polizei weggetragen. In der Kölner Innenstadt trafen sich am Abend desselben Tages etwa 400 Menschen in einer unangekündigten Demonstration gegen die geplante Rodung des Hambacher Forsts und blockierten teilweise den Verkehr. Am Vormittag des 14. Septembers blockierten Aktivisten aus Protest gegen die Räumung die Vertretung des Landes Nordrhein-Westfalen beim Bund in Berlin. Am Morgen des 15. Septembers besetzten Aktivisten die Förderbänder und Bagger des nahegelegenen Braunkohlekraftwerks Niederaußem. Das Kraftwerk musste daraufhin die Leistung drosseln. Greenpeace-Aktivisten bauten am 26. September Zelte im Foyer der NRW-Staatskanzlei in Düsseldorf auf.
Zwischen dem 15. und 16. September 2018 kam es bei der Räumung des Hauptcamps zu Verzögerungen. Unter dem Baumhausdorf „Oaktown“ wurde ein Schacht gefunden, in dem sich zwei Aktivisten – darunter ein Journalist – verbarrikadiert hatten. Auf der untersten Sohle war der Schacht ca. 11 Meter tief und hatte zwei Kammern. Zur Räumung mussten die Feuerwehr Kerpen und Fachleute der Grubenwehr Herne hinzugezogen werden. Es kam zu Sauerstoffproblemen, sodass für eine Bewetterung der Schachtanlage gesorgt werden musste. Auch bestand die Gefahr, dass schwere Fahrzeuge im Wald den Bau zum Einsturz bringen. Schließlich wurden die Aktivisten zum freiwilligen Verlassen des Schachts überredet und im Anschluss in Polizeigewahrsam genommen.
Zum traditionellen Waldspaziergang kamen am 16. September nach Angaben der Veranstalter zwischen 5000 und 9000 Menschen in den nahegelegenen Ort Buir; die Polizei sprach von 4000 Menschen. Da die Polizei das Betreten des Waldes untersagt hatte, sollte die Demonstration nach Morschenich gehen. Teile der Demonstration spalteten sich ab und forderten Zugang zum Wald. Bis zu 1000 Menschen gelangten an der Polizei vorbei in den Wald. Bei Zusammenstößen mit der Polizei wurden acht Menschen verletzt. Die Räumungsarbeiten wurden daraufhin bis zum 18. September abgebrochen. Am Sonntag, dem 30. September 2018 nahmen rund 10.000 Menschen an einem Waldspaziergang gegen die Rodung teil. An diesem Tag wurde die Räumung ausgesetzt. Laut Angaben der Polizei Aachen waren zu diesem Zeitpunkt 77 Baumhäuser geräumt und entfernt worden. Am 6. Oktober 2018 fand eine Großdemonstration mit mehr als 50.000 Teilnehmern und zahlreichen Umweltorganisationen direkt am Hambacher Forst statt. Die Polizei sprach in ähnlicher Weise von mehreren zehntausend Demonstranten. Zu den teilnehmenden Organisationen zählten u. a. die Naturfreunde Deutschlands, Greenpeace und der Bund für Umwelt und Naturschutz Deutschland (BUND); auch die Band Revolverheld wurde angekündigt. Die Polizei hatte die Demonstration jedoch zuerst mit der Begründung von „erheblichen Gefahren für die öffentliche Sicherheit“ verboten. Der BUND stellte daraufhin einen Eilantrag am Verwaltungsgericht Aachen und am Bundesverfassungsgericht. Das Verwaltungsgericht Aachen kippte am 5. Oktober 2018 das von der Polizei erlassene Verbot. Die Polizei akzeptierte die Entscheidung und zog nicht vor das Oberverwaltungsgericht in Münster.
Die Partei Bündnis 90/Die Grünen Nordrhein-Westfalen verlegte aus Protest gegen die Rodungspläne ihren Landesparteitag auf den 7. Oktober 2018 an den Hambacher Forst. Der Betreiber der ökologischen Suchmaschine Ecosia veröffentlichte ein an RWE gerichtetes Kaufangebot für das Gelände in Höhe von 1.000.000 Euro.
Mediales Aufsehen erregten Sitzblockaden und der Bau neuer Barrikaden. Kritik zog die weiter zunehmende Gewaltbereitschaft der Proteste, die auch Aktionen wie das Ausschütten von Eimern mit Fäkalien auf die Einsatzkräfte unter den Baumhäusern, bzw. Bewurf mit eigenem Kot umfasste, auf sich. Um sich vor Infektionen zu schützen, musste die Polizei daraufhin entsprechende Schutzbekleidung tragen; eine aus zehn Beamten bestehende Gruppe wurde derart beschmutzt, dass sie für den Tag dienstunfähig wurde. Zudem sei es zu massiven Bedrohungen und Einschüchterungen der Mitarbeiter von Zulieferfirmen des RWE-Konzerns sowie Verleihern von Hebebühnen und Kränen, die im Hambacher Forst im Einsatz waren, gekommen. In einem Fall zog ein Unternehmen seine Maschinen aus dem Forst ab, nachdem Unbekannte auf dessen Firmengelände in Willich ein Feuer gelegt hatten. Andere Vermieter von Hebebühnen zogen ihre Maschinen ab, weil sie mit den Vorgängen im Hambacher Forst nicht einverstanden waren und zudem vom Mieter der Geräte nicht über den spezifischen Einsatz bei der Räumung informiert bzw. getäuscht worden seien.

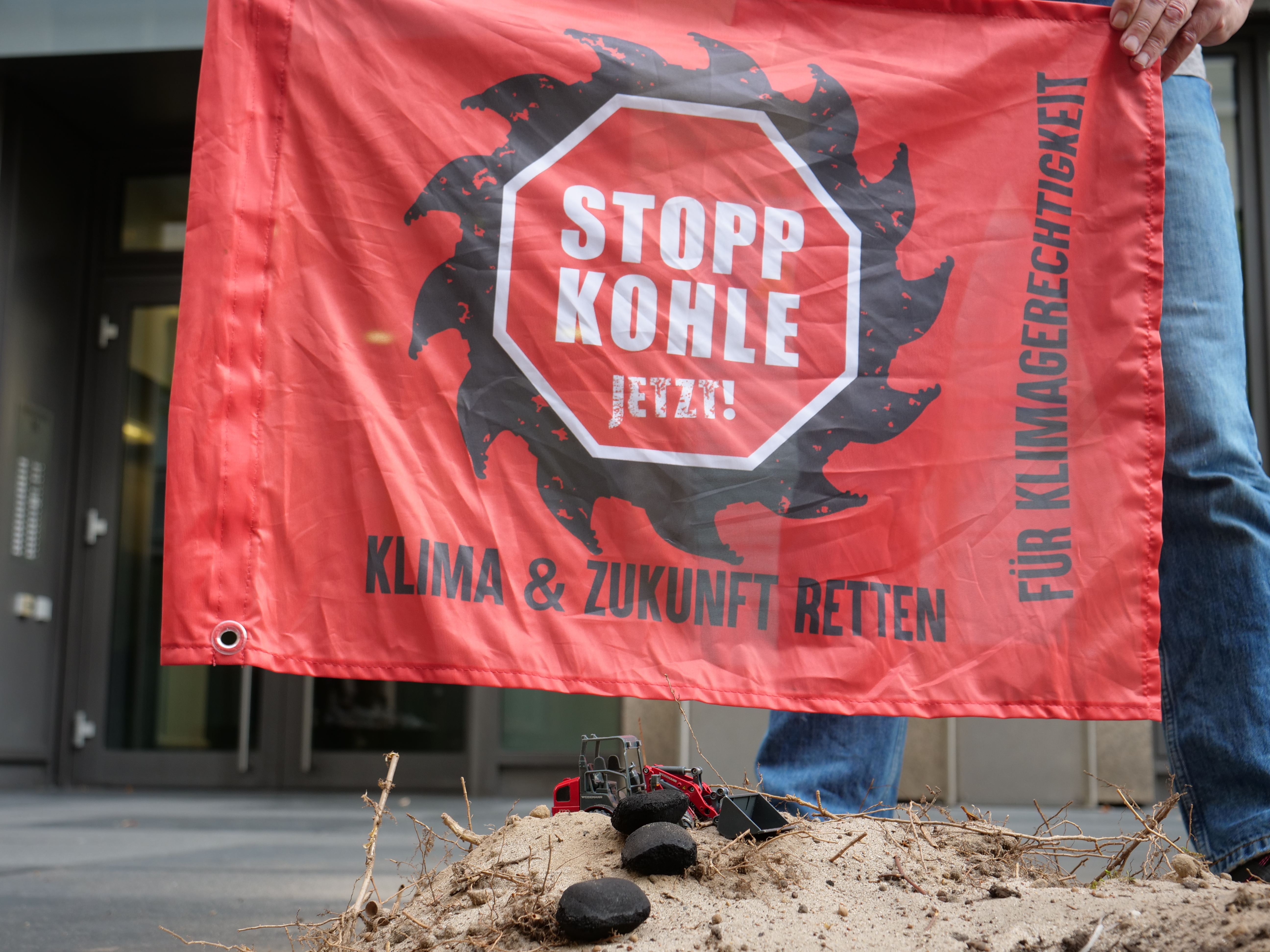
Protest vor der RWE in Berlin am 17. September 2018
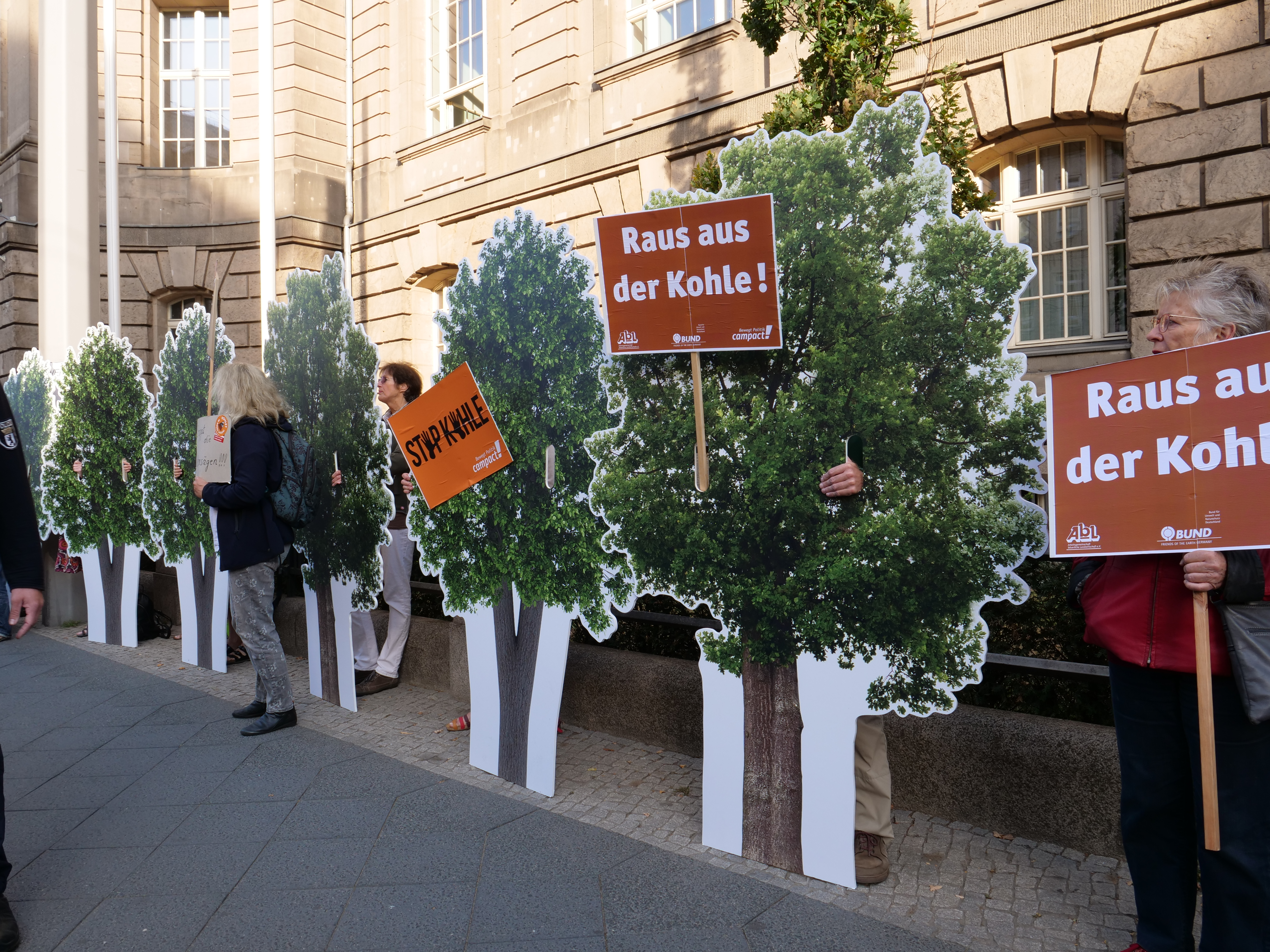
Protest zum Treffen der Kohlekommission mit symbolischen Bildern von Bäumen zum Erhalt des Waldes am 18. September 2018
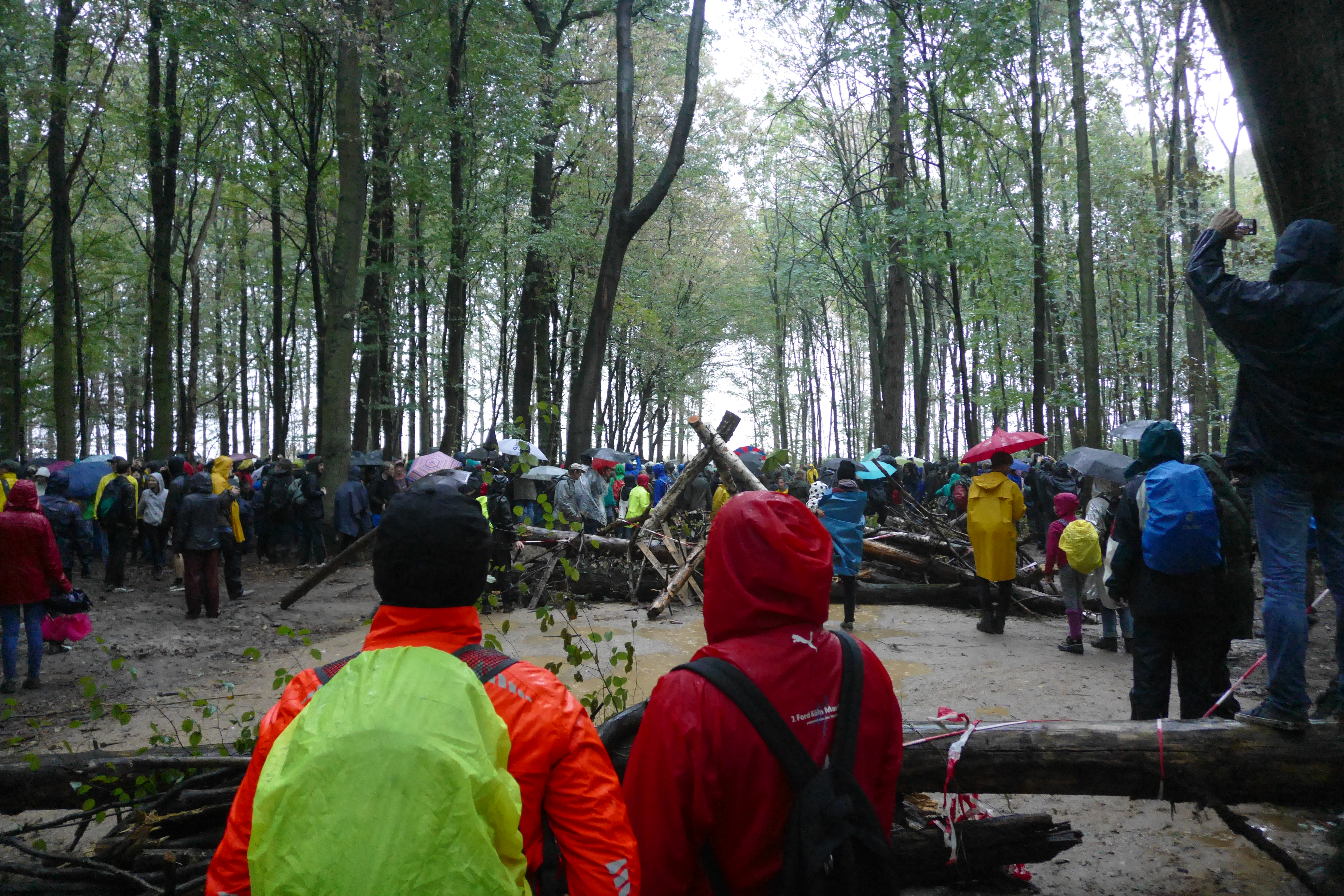
Neu errichtete Barrikaden und Umweltschützer im September 2018
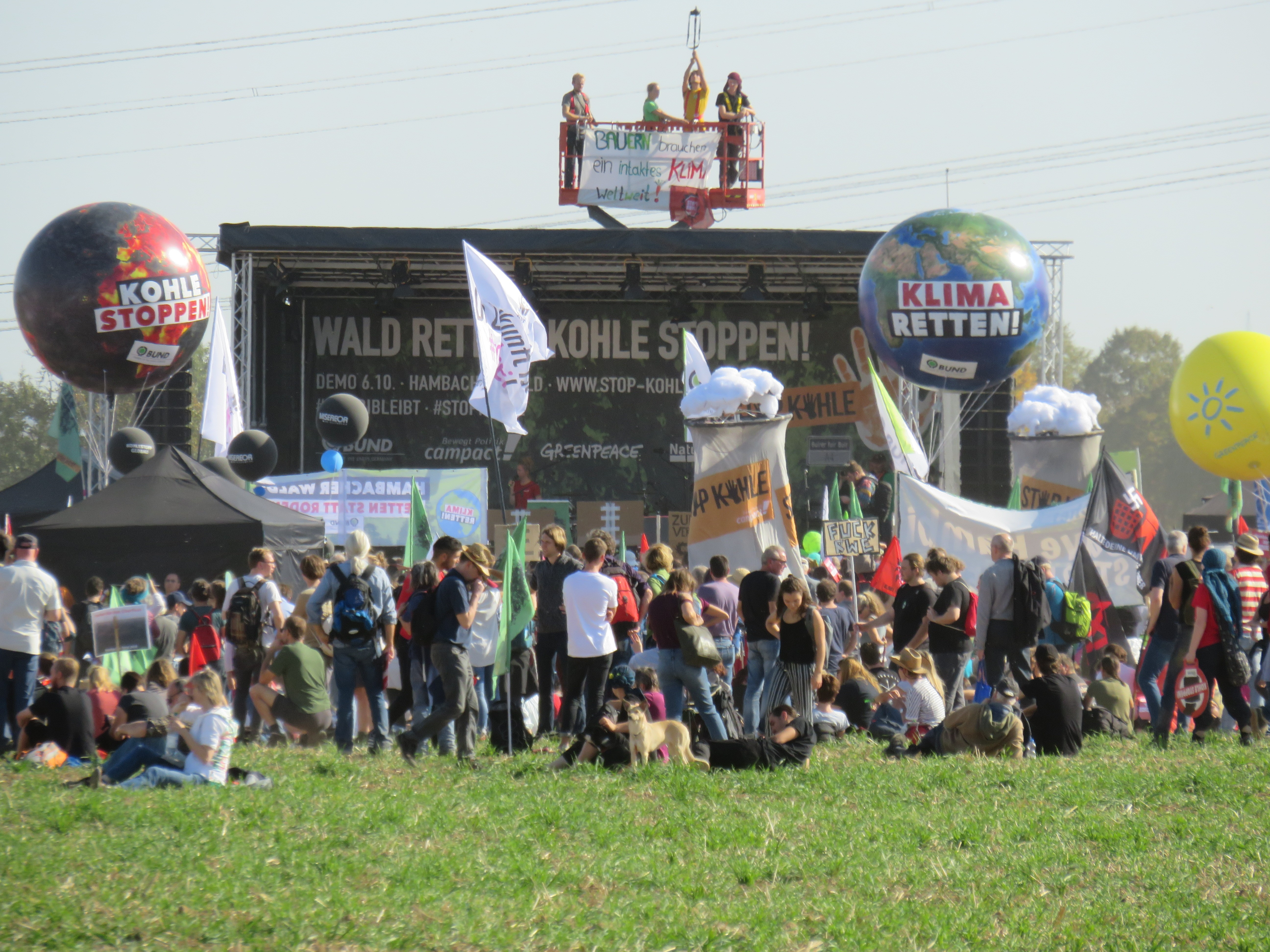
Demonstration am Hambacher Forst am 6. Oktober 2018

### Todesfall eines Journalisten
Am Nachmittag des 19. September 2018 starb gegen 15:50 Uhr der 27-jährige Dokumentarfilmer und Journalist Steffen Meyn, der sich auf ein Baumhaus im „Beechtown“ begeben hatte, da er sich auf dem Boden in seiner Dokumentationsarbeit von der Polizei gehindert sah. Dabei stürzte er durch eine eingebrochene Hängebrücke aus ca. fünfzehn Metern Höhe ab. Um den Vorfall aufzuklären, wurden die weiteren Räumungsarbeiten im Hambacher Forst bis zum 26. September komplett gestoppt.
Nach ersten Angaben der Polizei stand der Absturz des Journalisten in keinem Zusammenhang mit einer direkten polizeilichen Maßnahme. Jedoch war ein Hebebühnenarm mit SEK-Kräften dabei, einen Aktivisten aus einem benachbarten Baum zu holen, während der Journalist mit Personen auf dem Boden – darunter ein Polizist – über den Austausch einer Speicherkarte verhandelte. Die Staatsanwaltschaft schloss infolge übereinstimmender Zeugenaussagen, die zudem durch die Auswertung der Helmkamera des Verunglückten bestätigt wurden, jegliches Fremdverschulden aus.
Am 23. September 2018 gedachten 7.000 Menschen des verunglückten Journalisten und protestierten friedlich vor und im Wald; ein Waldspaziergang mit Route durch den Forst war untersagt worden, daher wurde eine Standkundgebung abgehalten.
Am 21. September 2023 hatte die Dokumentation Vergiss Meyn nicht, die Fabiana Fragale, Kilian Kuhlendahl und Jens Mühlhoff aus Meyns’ Filmmaterial und nachträglichen Interviews montiert haben, ihren Kinostart. Zuvor lief der Film auf der Berlinale 2023. Der Film zeigt unter anderem die Originalaufnahmen der letzten Sekunden bis zum Absturz, der demnach ohne Beteiligung Dritter stattfand.

## Rodungsstopp im Herbst 2018
Das Oberverwaltungsgericht für das Land Nordrhein-Westfalen verfügte am 5. Oktober 2018 einen vorläufigen Rodungsstopp im Hambacher Forst. Die Richter entsprachen damit in einem Eilverfahren dem Antrag des Bundes für Umwelt und Naturschutz Deutschland. Der BUND hatte argumentiert, dass der Wald mit seinen zwei Kolonien der vom Aussterben bedrohten Bechsteinfledermaus und dem Großen Mausohr den Qualitäten eines europäischen FFH-Schutzgebietes entspreche und deshalb rechtlich geschützt werden müsse. Die Bechsteinfledermaus und das Große Mausohr sind im Anhang II und Anhang IV der FFH-Richtlinie gelistet und gleichzeitig Verantwortungsarten innerhalb der Nationalen Strategie zur biologischen Vielfalt der Bundesregierung. Fledermausarten sind nach Anhang IV der FFH-Richtlinie auch außerhalb von FFH-Gebieten streng geschützt. Insgesamt seien 142 geschützte Arten vorhanden.
Das Oberverwaltungsgericht für das Land Nordrhein-Westfalen erklärte, die Unterlagen dazu umfassten mehrere Kisten. Die Rechtsfragen seien so komplex, dass man sie nicht in einem Eilverfahren beantworten könne. Die Rodung müsse daher vorerst gestoppt werden, damit keine „vollendeten, nicht rückgängig zu machenden Tatsachen geschaffen“ würden. Zudem könnten die EU-rechtlich geschützten „Gemeinwohlbelange des Gebiets- und Artenschutzes irreversibel beeinträchtigt“ werden. Eine Sprecherin des Kölner Verwaltungsgerichts, an dem das Hauptsacheverfahren verhandelt wird, sagte der Rheinischen Post, eine Entscheidung dazu sei nicht „innerhalb weniger Wochen“ zu erwarten. Selbst ein mehrjähriger Rechtsstreit lasse sich nicht ausschließen. RWE rechnete damit, dass erst Ende 2020 Rechtssicherheit zur Rodung im Hambacher Forst bestehen könnte.
Am 24. September wurde ein Rechtsgutachten im Auftrag von Greenpeace vorgestellt, das zu diesem Zeitpunkt für die Rodung des Waldes keine betriebliche Notwendigkeit sah.
Im Januar 2020 wurde der Erhalt des Hambacher Forstes bei einem Spitzentreffen der Bundesregierung und der vier vom Kohleausstieg betroffenen Bundesländer vereinbart.

## Juristische Aufarbeitung

### Prozesse gegen Aktivisten
Am 4. Februar 2019 wurde der Prozess gegen eine Aktivistin eröffnet. Am 5. Februar wurde der Prozess wegen eines nicht erschienenen Polizeizeugen vertagt. Am 18. Februar wurde die Aktivistin durch das Amtsgericht Kerpen zu neun Monaten Jugendhaft verurteilt. Im Berufungsverfahren vor dem Landgericht Köln wurde das Urteil am 28. Mai 2019 zu einem dreiwöchigen Dauerarrest sowie 40 Sozialstunden im Bereich des Umwelt- und Naturschutzes ermäßigt. Da die Untersuchungshaft angerechnet wurde, musste die Aktivistin den Arrest nicht antreten.

### Gerichtliche Beurteilung der Räumung
Am 13. September 2018 bestätigte das Verwaltungsgericht Köln (VG) die Räumungsverfügung, gegen die ein Baumbesetzer geklagt hatte. Dieser vertrat vor Gericht die Ansicht, wegen der Räumung obdachlos zu werden. Dem folgte das VG Köln nicht.
Am 8. September 2021 urteilte das Verwaltungsgericht Köln, dass die Räumung des Hambacher Forstes auf einer lediglich vorgeschobenen Begründung basiert habe und somit rechtswidrig gewesen sei. Das Landesbauministerium habe die Stadt Kerpen gegen ihren Willen angewiesen, eine Räumung durchzuführen. Als rechtliche Grundlage seien hierzu vermeintliche Brandschutzmängel der Baumhäuser als Vorwand genutzt worden, um eine Räumung zu ermöglichen. Tatsächlich sei es aber darum gegangen, die Aktivisten aus dem Wald zu entfernen. Dies gehe u. a. aus der Räumungsanweisung des Bauministeriums an die Stadt Kerpen hervor. Für diesen Zweck seien das Baurecht und die Brandschutzbestimmungen aber nicht anwendbar, womit die Räumung nicht rechtens gewesen sei.
Gegen die Entscheidung konnte zunächst keine Berufung eingelegt werden; beim Oberverwaltungsgericht für das Land Nordrhein-Westfalen konnte aber innerhalb eines Monats nach Zustellung des vollständigen Urteils noch die Zulassung der Berufung beantragt werden (§ 124a Abs. 4 VwGO). Nachdem die Stadt Kerpen zunächst die Zulassung einer Berufung beim Oberverwaltungsgericht beantragt hatte, entschied sich der Stadtrat jedoch dagegen. Allerdings wurde die Stadt schließlich vom Landrat auf eine Aufforderung des Ministeriums für Heimat, Kommunales, Bau und Gleichstellung hin dazu angewiesen, den Antrag auf Berufung entgegen dem Beschluss des Stadtrats nicht zurückzunehmen. Das Oberverwaltungsgericht ließ im April 2022 schließlich eine Berufung zu.

## Künstlerische Rezeption
Der Berliner Liedermacher und Kabarettist Bodo Wartke komponierte zum Thema die Klavierballade „Hambacher Wald“ und erzielte damit eine beachtliche Reichweite auf YouTube.